# Нижнецепляевский
Нижнецепляевский — хутор в Урюпинском районе Волгоградской области России, административный центр Большинского сельского поселения. Расположен на правом берегу реки Косарка.
Население — 269 (2010)

## История
Дата основания не установлена. Предположительно основан в конце XVIII века. Хутора Цепляевы впервые обозначена на генеральной карте Земли Войска Донского из атласа Теврюнникова 1797 года Хутор Цепляев (также Цепляевский) входил в юрт станицы Михайловской Хопёрского округа Земли Войска Донского (с 1870 — Область Войска Донского). Согласно Списку населённых мест Земли Войска Донского в 1859 года на хуторе проживало 272 мужчины и 207 женщин.
Население хутора быстро росло: согласно переписи населения 1897 года на хуторе Цепляевском проживало уже 747 мужчин и 791 женщина. Большинство населения было неграмотным: из них грамотных мужчин — 230, грамотных женщин — 12.
В начале XX века разросшийся хутор был разделён на три части — верхнюю и нижнюю части и 2 половину. Согласно алфавитному списку населённых мест Области Войска Донского 1915 года земельный надел нижней части составлял 2413 десятин, на хуторе проживало 314 мужчин и 311 женщин, имелось хуторское правление и приходское училище.
С 1928 года в составе Новониколаевского района Хопёрского округа (упразднён в 1930 году) Нижне-Волжского края (с 1934 года — Сталинградского края). С 1935 года — в составе Хопёрского района Сталинградского края (с 1936 года Сталинградской области, с 1954 по 1957 год район входил в состав Балашовской области). В 1959 году в связи с упразднением Хопёрского района хутор Нижнецепляевский передан в состав Урюпинского района.

## География
Хутор находится в луговом типе степи в 250 км к югу от среднего значения климато- и ветро- разделяющей оси Воейкова, в пределах Хопёрско-Бузулукской равнины, являющейся южным окончанием Окско-Донской низменности, на правом берегу реки Косарка (напротив хутора Верхнецепляевский). На юге хутор Нижнецепляевский граничит с хутором Краснянский, на севере с хутором Серковский. Центр хутора расположен на высоте около 90 метров над уровнем моря. Почвы — чернозёмы типичные.
По автомобильным дорогам расстояние до областного центра города Волгоград составляет 360 км, до районного центра города Урюпинск — 32 км.
Часовой пояс
Нижнецепляевский, как и вся Волгоградская область, находится в часовой зоне МСК (московское время). Смещение применяемого времени относительно UTC составляет +3:00.

## Население
Динамика численности населения по годам:
| 1859 | 1873 | 1897 | 1915 | 1987 | 2002 |
| ---- | ---- | ---- | ---- | ---- | ---- |
| 481  | 1272 | 1538 | 625  | ≈230 | 243  |

| 2010 |
| ---- |
| 269  |